# Gan Ying
Gan Ying (chino: 甘英; Wade-Giles: Kan Ying) fue un embajador militar chino que fue enviado en una misión a Roma en el año 97 por el general chino Ban Chao. Fue parte de la fuerza expedicionaria de Ban Chao de 70 000 hombres, que viajó al extremo oeste en la frontera occidental de Partia.
Aunque Gan Ying probablemente nunca llegó a Roma, él es, al menos en los registros históricos, el único chino que fue al extremo occidente durante la antigüedad.
De acuerdo con el Hou Hanshu, el libro de la historia china de la última dinastía Han (25-220 dc):
En el noveno año de Yongyuan (97 d. C.), Ban Chao envió a su ayudante Gan Ying hasta la costa en el extremo del mar Occidental y regreso. Generaciones anteriores nunca habían alcanzado esos lugares, ni el Shang Hai Jing ha dado detalles de ellos. Indudablemente preparaba un informe sobre sus costumbres e investigaba sobre sus preciosos e inusuales productos.
Otra parte del Hou Hanshu también menciona:
En el noveno año del Yongyuan (97 d. C.), Ban Chao envió a su ayudante Gan Ying a Daqin, pasando por Tiaozhi, y alcanzando las playas del Gran Mar (golfo Pérsico), en el borde occidental de Anxi (Partia)
Gan Ying dejó una apunte sobre Roma (llamada Da Qin en chino), la cual puede estar documentada a través de segundas fuentes. La localiza al occidente del mar:
Su territorio cubre varios miles de lis (un li es una medida que equivale aproximadamente a medio kilómetro), tiene más de 400 ciudades amuralladas. Los muros externos de las ciudades están hechos de rocas. Han establecido estaciones de correos... Hay pinos y cipreses.
También describe la monarquía adoptiva de Nerva así como la apariencia física de Roma y sus productos:
En cuanto al rey, no es una figura permanente sino que es elegido como el hombre más valioso (digno)... La gente en este país es alta y con rasgos uniformes. Se parecen a los chinos, y por eso este país es llamado Da Qin (El Gran Qin)... El suelo produce grandas cantidades de oro, plata y piedras preciosas, incluyendo la joya que brilla por la noche... cosen tejidos de finos bordados con hilos de oro para crear tapicería de variados colores y ropa con tinte dorado así como "ropa bañada en fuego" (asbesto).
Finalmente, Gan Ying correctamente establece a Roma como el principal puesto en el extremo occidental del Camino de Seda:
De este país vienen todos los variados, maravillosos y raros objetos de otros estados.